# Bahnhof Nayoro
Der Bahnhof Nayoro (jap. 名寄駅, Nayoro-eki) ist ein Bahnhof auf der japanischen Insel Hokkaidō. Er befindet sich in der Unterpräfektur Kamikawa auf dem Gebiet der Stadt Nayoro.

## Verbindungen

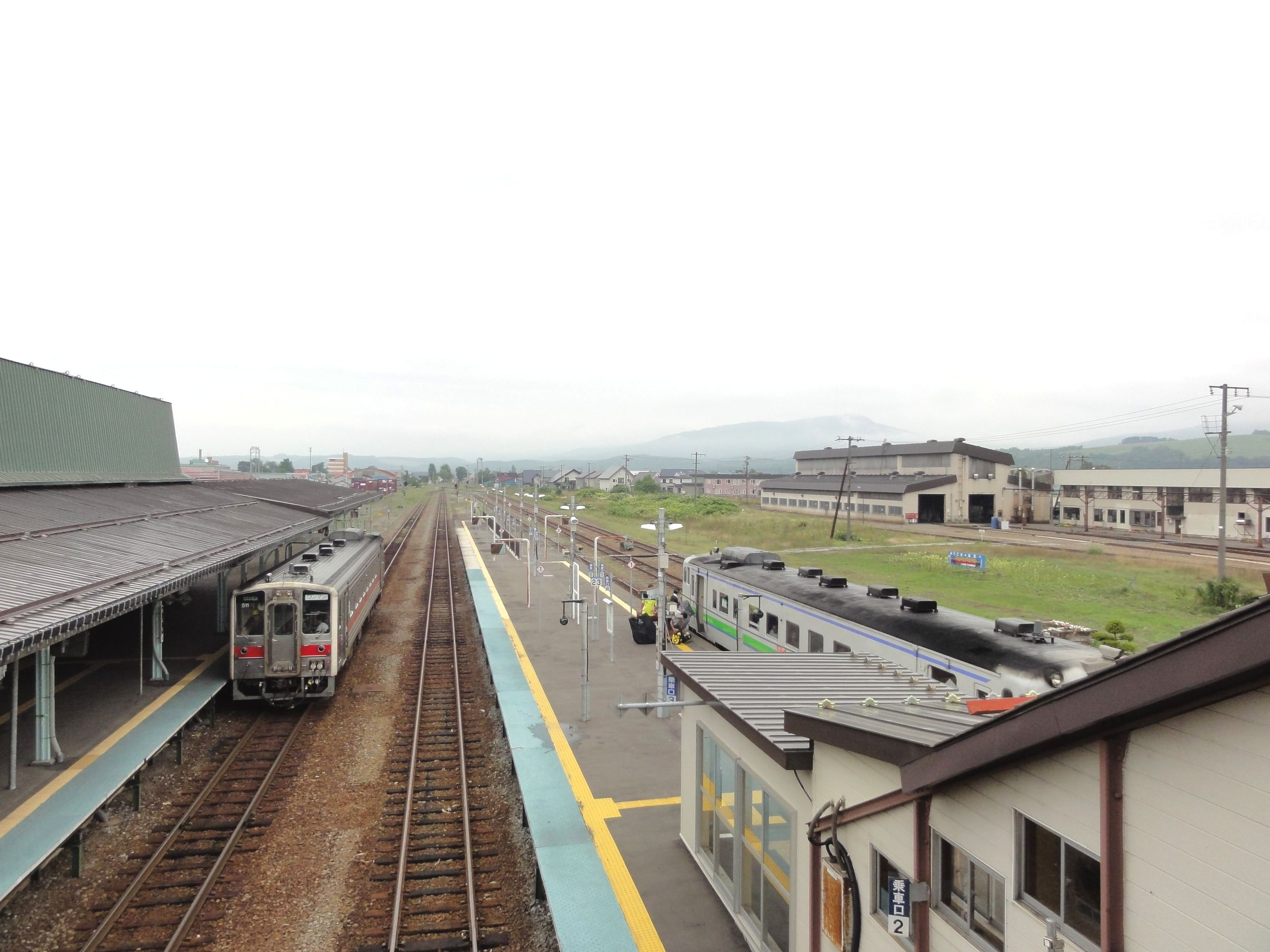
Bahnsteige (vorne) und Depot (hinten rechts)

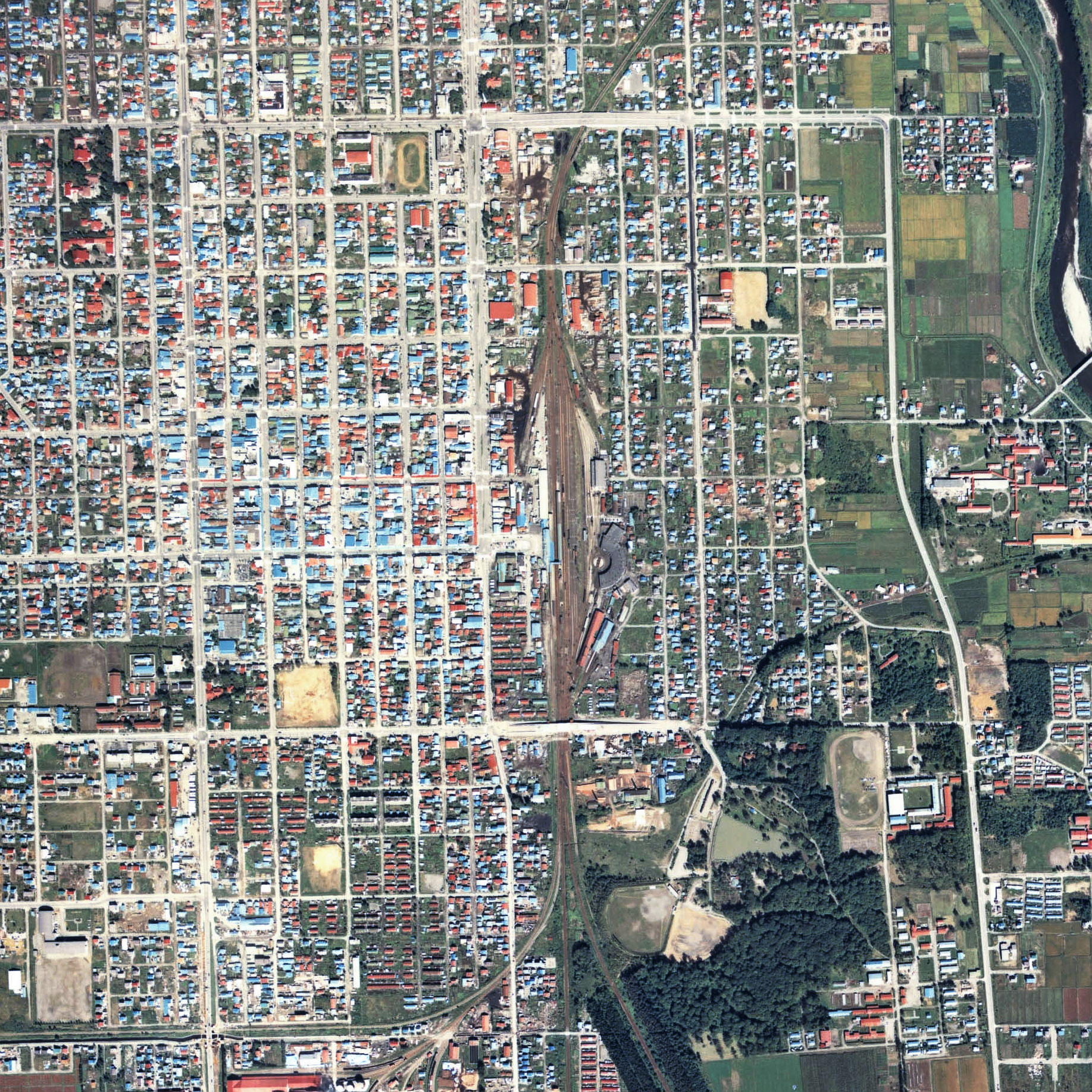
Luftansicht (1977)

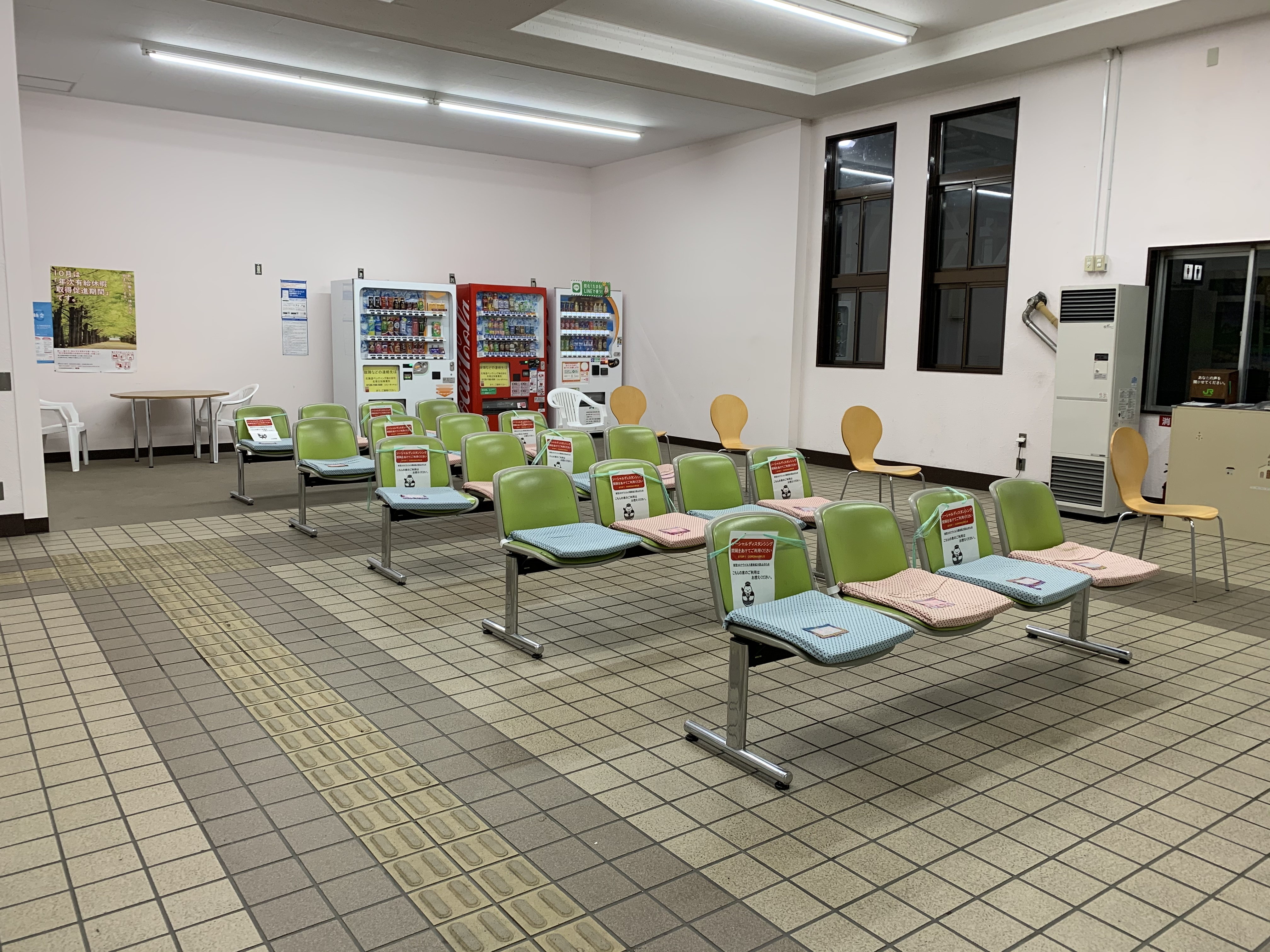
Wartesaal (Oktober 2020)

Nayoro ist ein Zwischenbahnhof und früherer Trennungsbahnhof an der Sōya-Hauptlinie. Diese führt von Asahikawa nach Wakkanai und wird von der Gesellschaft JR Hokkaido betrieben. Sämtliche hier verkehrenden Züge halten an diesem Bahnhof. Täglich verbinden zwei Schnellzugpaare des Typs Super Sōya (bestehend aus Neigetriebwagen) die Präfekturhauptstadt Sapporo mit Asahikawa und Wakkanai. Hinzu kommt einmal täglich der aus konventionellem Rollmaterial zusammengesetzte Sarobetsu auf derselben Verbindung. Regionalzüge verkehren alle ein bis zwei Stunden nach Asahikawa und viermal täglich nach Otoineppu. Auf dem Bahnhofsvorplatz befindet sich ein kleiner Busbahnhof, der von Stadt, Regional- und Fernlinien der Gesellschaften Meishi Bus, JR Hokkaido Bus und Dohoku Bus bedient wird.

## Anlage
Der Bahnhof liegt östlich des Stadtzentrums und ist von Süden nach Norden ausgerichtet. Er besitzt vier Gleise, von denen drei dem Personenverkehr dienen. Diese liegen am Hausbahnsteig und an einem Mittelbahnsteig, der durch eine gedeckte Überführung mit dem Empfangsgebäude an der Westseite der Anlage verbunden ist. Getrennt durch einen breiten Streifen Brachland steht östlich des Bahnhofs ein Depot mit drei Gleisen, in dem Züge und Bahndienstfahrzeuge abgestellt werden. Nördlich des Bahnhofs betreibt JR Freight einen Umladeplatz für Container. Dieser wird jedoch nicht von Güterzügen bedient, sondern von Lastkraftwagen, die fünfmal täglich nach festem Fahrplan zum Güterbahnhof von Asahikawa verkehren.

## Geschichte
Die staatliche Gesellschaft Hokkaidō Kansetsu Tetsudō hatte den Auftrag, den noch kaum besiedelten Norden Hokkaidōs durch den Bau einer Bahnlinie zu erschließen, Am 3. September 1903 eröffnete sie das Teilstück zwischen Shibetsu und Nayoro. Der Bahnhof war daraufhin acht Jahre lang die nördliche Endstation. Das ab 1905 zuständige Eisenbahnamt (das spätere Eisenbahnministerium) verlängerte die Strecke am 3. November 1911 nach Onnenai; elf Jahre später war Wakkanai erreicht. Am 20. Oktober 1919 wurde Nayoro zu einem Knotenpunkt, als das Eisenbahnministerium den ersten Abschnitt der Nayoro-Hauptlinie nach Shimokawa eröffnete. Zwei Jahre später war die restliche Strecke bis Engaru vollendet.
Nachdem 1927 das Empfangsgebäude durch einen Neubau ersetzt worden war, folgte am 10. November 1937 die Eröffnung eines Abschnitts der Shinmei-Linie nach Teshio-Yayoi. Vier Jahre später war die Linie bis Fukagawa durchgehend befahrbar. Im Januar 1961 eröffnete die Japanische Staatsbahn eine 2 km lange Anschlussstrecke zur Hokuyōseishi-Papierfabrik, am 1. Juni 1967 einen zweigleisigen Containerbahnhof.
Aus Kostengründen stellte die Staatsbahn am 1. November 1986 die Gepäckaufgabe ein. Im Rahmen der Staatsbahnprivatisierung ging der Bahnhof am 1. April 1987 in den Besitz der neuen Gesellschaft JR Hokkaido über. Am 1. Mai 1989 legte sie die Nayoro-Hauptlinie still, am 4. September 1995 auch die Shinmei-Linie. JR Freight gab am 1. September 1996 die Bedienung des Containerbahnhofs durch Züge auf und stellte auf LKW-Transporte um, ebenso legte sie das Anschlussgleis zur Papierfabrik still.